# Нурбулак
Нурбулак (каз. Нұрбұлақ, до 2010 г. — Шибаевка) — село в Алгинском районе Актюбинской области Казахстана. Входит в состав Карагашского сельского округа. Код КАТО — 153242800.

## Население
| Численность населения | Численность населения | Численность населения | Численность населения |
| 1989                  | 1999                  | 2009                  | 2021                  |
| --------------------- | --------------------- | --------------------- | --------------------- |
| 270                   | ↗363                  | ↗435                  | ↗541                  |

В 1989 году население села составляло 270 человек. Национальный состав: украинцы — 42 %, казахи — 24 %, русские — 21 %. В 1999 году население села составляло 363 человека (185 мужчин и 178 женщин). По данным переписи 2009 года, в селе проживало 435 человек (218 мужчин и 217 женщин). По данным переписи 2021 года, в селе проживало 541 человек (267 мужчин и 274 женщин).